# 诸圣相通
诸圣相通（拉丁語：communio sanctorum）是一个基督教概念，天主教称为“诸圣相通功”，聖公宗、信義宗称为“圣徒相通”，指基督教会成员的精神联合，其中包括活人和死人，但不包括受诅咒的人。他们都被视为以基督为头的基督的奥秘身体的一部分，其中每一个成员都会为了其他人而做出贡献并因此受益。这一概念在基督教信仰上起到了关键作用，并在《使徒信经》中得到体现。
聖徒相通，原指聖禮團契，後指與古今聖徒之交通。
1. ↑  鄧肇明. . 香港道聲. : 60.